# Castiarina septemguttata
Castiarina septemguttata es una especie de escarabajo del género Castiarina, familia Buprestidae. Fue descrita científicamente por Waterhouse en 1874.